# Mancomunidad del Campo de Gómara
La mancomunidad del Campo de Gómara está situada en la provincia de Soria, comunidad autónoma de Castilla y León, España.

## Municipios
- Aldealafuente
- Aliud
- Almazul
- Bliecos
- Buberos
- Cabrejas del Campo
- Candilichera
- Gómara
- Tejado
- Villaseca de Arciel